# Rainer A. Roth
Rainer A. Roth (* 1942) ist ein deutscher Politikwissenschaftler.
Roth legte beide Staatsexamina für das Lehramt an Volksschulen ab und verbrachte sechs Jahre im Schuldienst. Er absolvierte ein Zweitstudium der Politikwissenschaft, Bayerischen Geschichte, Pädagogik und Soziologie an den Universitäten Erlangen-Nürnberg und München. Anschließend war er 1970/71 Förderassistent an der Pädagogischen Hochschule München und ab 1971 wissenschaftlicher Assistent für Politikwissenschaft an der Katholischen Universität Eichstätt. 1973 erfolgte die Promotion zum Dr. phil. an der Universität München. Von 1976 bis 1978 war er Habilitationsstipendiat der Deutschen Forschungsgemeinschaft. 1982 erhielt er einen Ruf an die Universität Passau und war seit 1990 Professor für politische Bildung und Didaktik der Sozialkunde an der Universität Augsburg. Im Sommersemester 1993 war er Gastprofessor für Politikwissenschaft und politische Bildung an der Pädagogischen Hochschule/Universität Erfurt. Seit dem Wintersemester 1993/94 lehrte er als Professor an der Hochschule für Politik München.
Seine Arbeitsgebiete sind Geschichtsdidaktik und Politische Bildungsarbeit.

## Schriften (Auswahl)
- mit Heinz Rausch: Parlamentarismus in der BRD. München 1971.
- Politische Bildung in Bayern. Eine historisch-politische Untersuchung der Bemühungen um politische Bildung an den Volksschulen Bayerns in der Zeit der Monarchie. Von Ludwig I. bis zur Gründung des Deutschen Reiches. München 1974.
- Grundfragen der staatsbürgerlichen Bildung. Donauwörth 1983; als Grundfragen der politischen Bildung, 1999.
- mit Peter Steinbach: Zeitgeschichte. Königstein im Taunus 1985.
- Freistaat Bayern. Politische Landeskunde. München 1992; 3. Auflage 2000.
- Mit jungen Bürgern reden. Politik und Demokratie beginnen in der Familie. München 2001.
- (Hrsg.): Als Solidaritätsstifter unentbehrlich. Beitrag der Wohlfahrtsverbände zur Förderung von Bürgerengagement und Aufbau der Zivilgesellschaft. Synopse, Analyse und Interpretation von Gutachten, die für die Enquete-Kommission „Zukunft des Bürgerschaftlichen Engagements“ erstellt wurden. Lambertus, Freiburg im Breisgau 2002, ISBN 3-7841-1437-7.